# Cyklon B

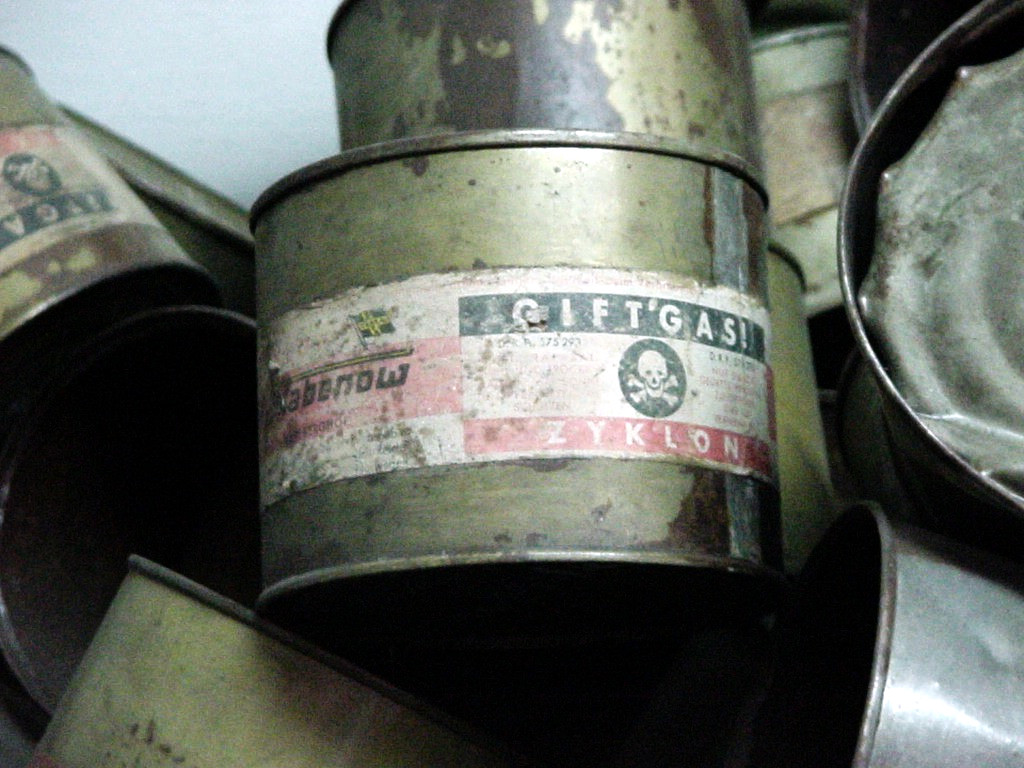
Pojemnik z cyklonem B używany podczas II wojny światowej w obozie Auschwitz-Birkenau

Cyklon B (niem. Zyklon B) – nazwa handlowa insektycydu niemieckiego konsorcjum Degesch, w którym udziały miały koncerny Degussa, IG Farben i Th. Goldschmidt AG. Była to granulowana ziemia okrzemkowa nasycona cyjanowodorem (HCN), która uwalniała ten silnie trujący związek chemiczny po wyjęciu ze szczelnych pojemników.
Produkowano także ciekły cyklon A, w którym cyjanowodór był uwalniany w wyniku reakcji chemicznej cyjanomrówczanu metylu z wodą.

## Oddziaływanie na człowieka
Cyjanowodór po dostaniu się do krwi blokuje proces uwalniania tlenu z czerwonych krwinek i dezaktywuje enzymy oddychania tkankowego (oksydazę cytochromową). Towarzyszą temu objawy porażenia ośrodków oddechowych połączone z uczuciem lęku, zawrotami głowy i wymiotami. Przy odpowiednio wysokim stężeniu cyjanowodoru w powietrzu śmierć następuje bardzo szybko, natomiast w warunkach istniejących w niemieckim obozie zagłady Auschwitz-Birkenau uśmiercanie trwało 20–30 minut.

## Historia wynalezienia i produkcja

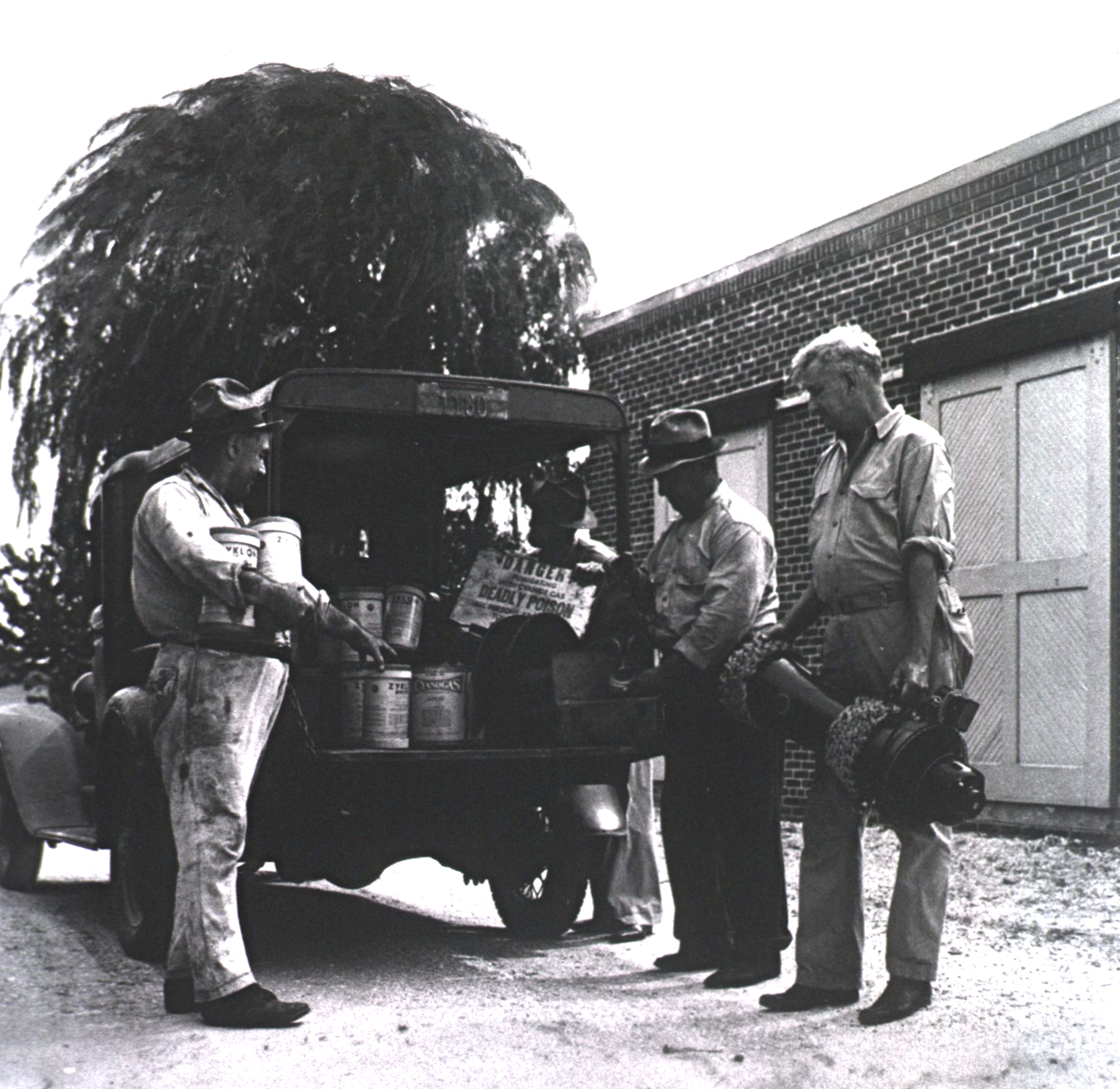
Grupa fumigacyjna z pojemnikami z cyklonem, Nowy Orlean 1939

Cyklon B został wynaleziony przez Fritza Habera, niemieckiego chemika, noblistę z 1918, który ze względu na swoje żydowskie pochodzenie musiał emigrować z Niemiec w 1933. Środek ten był produkowany w czasie I wojny światowej przez TASCH (Technischer Ausschuss für Schädlingsbekämpfung – Komisję Techniczną ds. Walki ze Szkodnikami) jako skuteczny środek do odwszawiania mundurów i bielizny żołnierzy powracających z frontu.
Po wojnie TASCH została przekształcona w spółkę z ograniczoną odpowiedzialnością Degesch (Deutsche Gesellschaft für Schädlingsbekämpfung GmbH) z Frankfurtu nad Menem, która odegrała kluczową rolę w produkcji cyklonu B w czasie II wojny światowej. Udziały w Degesch miało początkowo wiele niemieckich przedsiębiorstw chemicznych, zostały one jednak przejęte we wczesnych latach 20. XX w. przez koncern chemiczny Degussa. Degussa opatentowała proces produkcji cyklonu B w wygodnych do użycia granulkach. W tej formie był on masowo stosowany jako insektycyd w pralniach chemicznych w latach 30. XX wieku. Aby zwiększyć kapitał spółki, Degussa zachowała dla siebie 42,5% akcji, drugie 42,5% sprzedała IG Farben, a pozostałe 15% nabył Th. Goldschmidt AG z Essen.
Spółka Degesch sama nie produkowała od tego momentu cyklonu B, lecz była tylko licencjodawcą patentu na jego produkcję i pośrednim redystrybutorem. Insektycyd ten produkowała fabryka Dessauer Werke für Zucker- und Chemische Industrie z Dessau, specjalizująca się głównie w produkcji cukru. Fabryka ta kupowała ziemię okrzemkową z IG Farben, środek zapachowy ostrzegający o niebezpieczeństwie z Schering AG, zaś cyjanowodór był otrzymywany z odpadowej melasy cukrowej pochodzącej z Dessauer Schlempe. W latach 1943–1945 cyjanowodór był dostarczany również z zakładów Kaliwerke znajdujących się w czeskim mieście Kolín. Cyklon B produkowany dla potrzeb komór gazowych w obozach zagłady, był na specjalne zlecenie SS pozbawiony środka zapachowego ostrzegającego o niebezpieczeństwie. Produkcja cyklonu B bez zapachowego środka ostrzegawczego była objęta ścisłą tajemnicą.
Po wyprodukowaniu cyklon B był formalnie sprzedawany przez Degesch Degussie. Aby obniżyć koszty dystrybucji, Degussa sprzedała prawa do znaku handlowego i sprzedaży detalicznej dwóm spółkom córkom: Heerdt und Linger GmbH (znanej jako Heli) oraz Tesch und Stabenow, Internationale Gesellschaft für Schädlingsbekämpfung m.b.H. (znanej jako Testa). Obie zostały zarejestrowane w Hamburgu. Obie spółki podzieliły między sobą rynek według kryterium terytorialnego. Heli obsługiwała klientów po zachodniej stronie rzeki Łaby, a Testa po wschodniej. W rezultacie większość niemieckich obozów zagłady zaopatrywała w cyklon B firma Testa. W 1944 r. cena 1 kg cyklonu B wynosiła 5 reichsmarek.

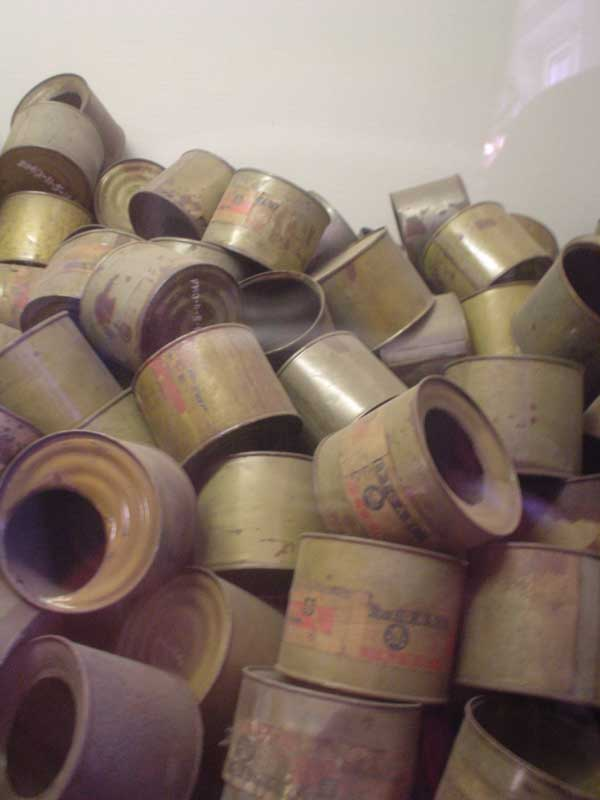
Stos pustych pojemników z obozu w Auschwitz-Birkenau

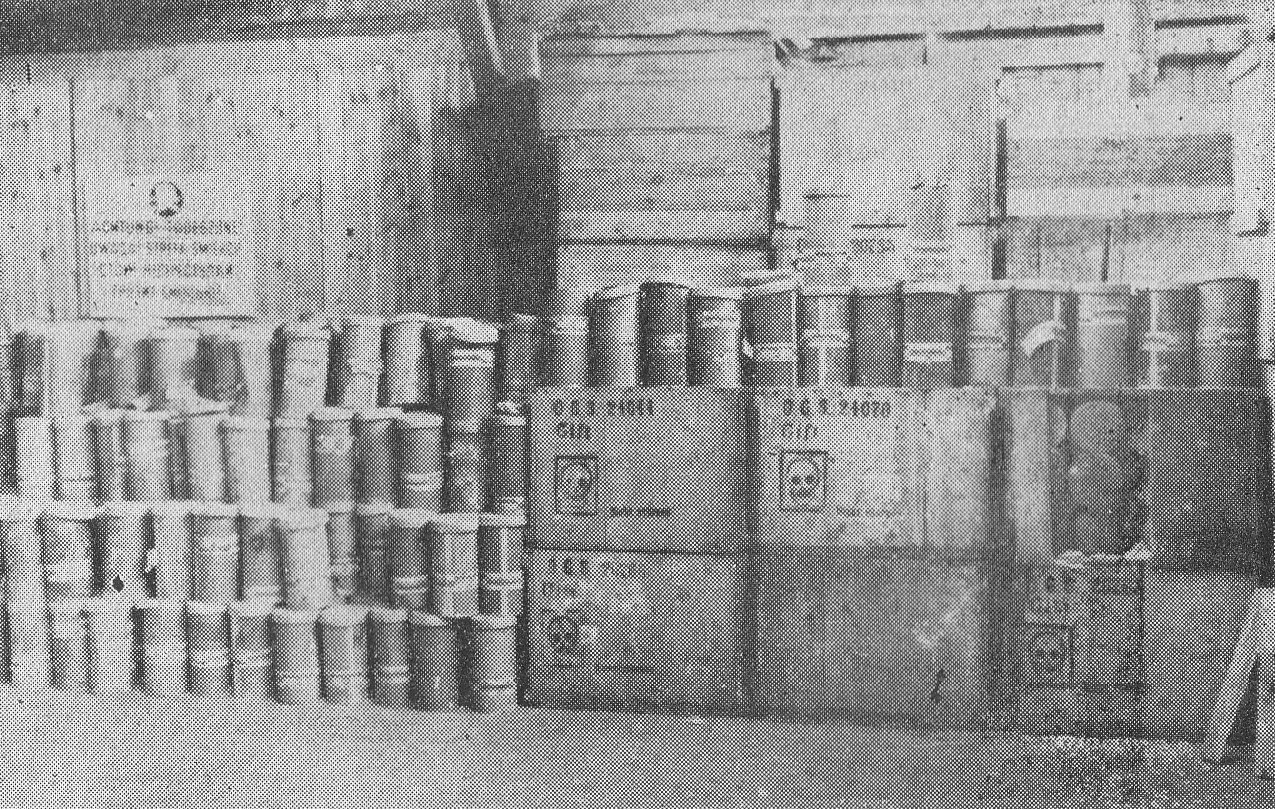
Puszki z cyklonem B wykorzystywanym do gazowania ofiar w obozie koncentracyjnym na Majdanku

## Użycie na ludziach
Cyklon B był stosowany przez niemiecką III Rzeszę do zabijania więźniów w obozach zagłady (głównie w KL Majdanek i Auschwitz-Birkenau) w specjalnych komorach gazowych, w ramach tzw. Operacji Reinhardt. Ofiarami cyklonu B byli głównie Żydzi, zaś sam środek stał się jednym z symboli Holokaustu.
Większość cyklonu B była stosowana w niemieckich obozach zagłady jako tani i prosty w użyciu insektycyd do odwszawiania odzieży więźniów i zapobiegania w ten sposób epidemiom tyfusu. Partie cyklonu B stosowane do trucia ludzi, stanowiące w ogólnej masie produkcji tego środka tylko niewielki jego odsetek, były celowo pozbawiane zapachowego środka chemicznego, mającego chronić przed przypadkowymi zatruciami przy normalnym użyciu tego środka.

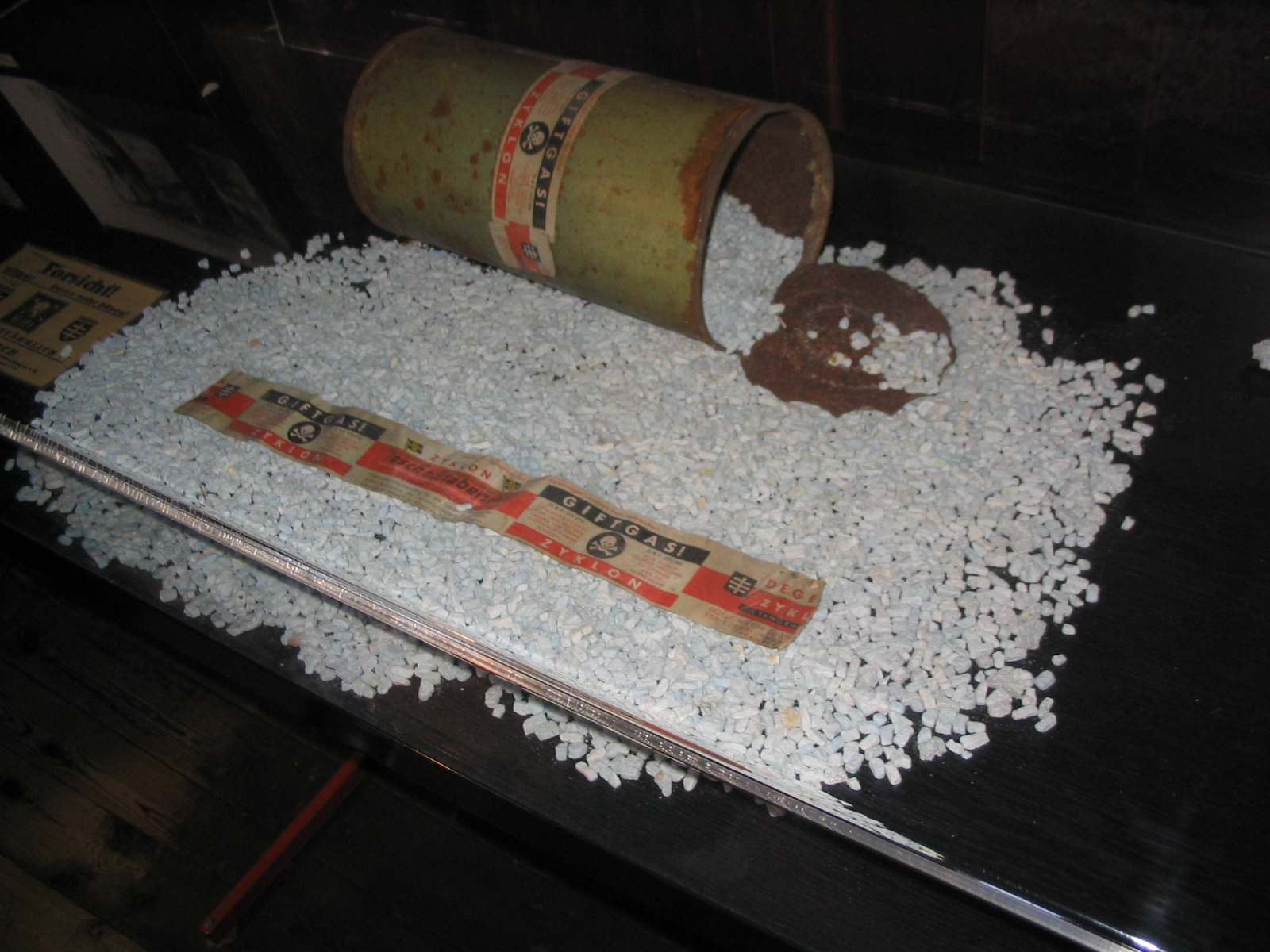
Zawartość puszki z cyklonem B

Po raz pierwszy cyklon B został użyty jako środek przeciw ludziom w obozie Buchenwald w styczniu lub lutym 1940. Przetestowano go na grupie 250 romskich dzieci pochodzących z Brna.
Obozem, w którym użycie cyklonu B było najbardziej rozpowszechnione, był KL Auschwitz. Po raz pierwszy, eksperymentalnie przeciw 600 radzieckim jeńcom wojennym i 250 Polakom, tego środka użyto tam 3 września 1941. Z zachowanej dokumentacji wynika, że do obozu dostarczono co najmniej 25 ton cyklonu B, z którego części użyto do zabijania w komorach gazowych. Gdyby przyjąć, za komendantem obozu Rudolfem Hössem, że do zabicia 1500 ludzi trzeba było użyć od 5 do 7 kg cyklonu B, oznaczałoby to, że do uśmiercania użyto go około 4000 kg. Jednak użyto go znacznie więcej, ponieważ podana przez niego norma odnosi się do optymalnych warunków pogody i wielkości transportów. W czasie chłodów i przy dużej wilgotności powietrza potrzeba było 2–3 kilogramy cyklonu B więcej. Jednocześnie czasami transporty były mniej liczne, ale potrzebowano takiego samego stężenia cyklonu, zatem zużycie gazu musiało być odpowiednio większe.
Ze względu na łatwość ulatniania się i związaną z tym możliwość przypadkowego zatrucia cyklon B dostarczano do obozu w szczelnych metalowych puszkach. Do ich otwierania stosowany był specjalny przyrząd, którym w wieczku puszki wybijano otwór.
Cyklon B, podobnie jak do pozostałych niemieckich obozów masowej zagłady, na wschód od Łaby dostarczała spółka Testa i pochodził on z fabryki w Dessau. Skrzynie z puszkami cyklonu B nadchodziły do obozu przeważnie transportem kolejowym, a głównym miejscem jego przechowywania był przedwojenny budynek tzw. teatru. Stąd pobierali go esesmani z oddziału dezynsekcyjnego. Czasami władze obozowe wysyłały samochody ciężarowe bezpośrednio do fabryki w Dessau. Akcja gazowania ludzi była tajna, dlatego na określenie gazu używano różnych eufemizmów. Pisano o „materiale do specjalnego potraktowania” lub „materiałach dla przesiedlenia Żydów”.
Według szacunków podawanych na oficjalnej stronie Muzeum Auschwitz-Birkenau ofiarami komór gazowych z cyklonem B stało się ponad milion ludzi, z czego ok. 900 tys. stanowili Żydzi, zabijani natychmiast po przetransportowaniu do obozu, nie będący jego więźniami.

## Po II wojnie światowej
Po wojnie dwóm dyrektorom Testy – Bruno Teschowi i Karlowi Weinbacherowi – brytyjski trybunał wojenny udowodnił świadomą współpracę z SS przy produkcji cyklonu B bez ostrzegawczego środka zapachowego (którym był bromooctan etylu, puszki te oznaczano nadrukiem Vorsicht, ohne Warnstoff! – „Uwaga, bez środka ostrzegawczego!”) i skazał na śmierć przez rozstrzelanie.
Użycie słowa „Cyklon” lub „Zyklon” jako znaku towarowego na jakichkolwiek produktach niemieckich wywołuje od końca II wojny światowej niezmiennie gwałtowne protesty organizacji żydowskich. W 2002 Bosch Siemens Hausgeräte i Umbro zostały zmuszone do rezygnacji z prób nazwania w ten sposób swoich produktów. Środek ten jest wciąż produkowany w Kolínie w Czechach pod nazwą handlową „Uragan D2”, jako silny insektycyd.
W literaturze historycznej spotyka się niekiedy mylne twierdzenie – wywodzące się z publikacji amerykańskiego historyka Holokaustu, Raula Hilberga – o oznaczeniach kodowych Zyklon A, B, C, D, E, F mających oznaczać malejące nasilenie toksyczności poszczególnych rodzajów tych preparatów. W rzeczywistości Niemcy produkowały dwa preparaty cyklonu A i B, różniące się składem chemicznym.
Niektórzy ludzie wypowiadający się w tej sprawie twierdzili, że cyklon B nie był stosowany w komorach gazowych w KL Auschwitz. Oparli oni swoje twierdzenia na braku śladów błękitu pruskiego w próbkach gruzu ceglanego pobranych ze ścian komór gazowych I i II przez Freda A. Leuchtera. Według pewnych teorii w budynkach, w których często występowało wysokie stężenie cyjanowodoru, powinien on się odkładać w ścianach i suficie w formie błękitu pruskiego, a zatem powinien on być wykrywalny w próbkach pyłu zdrapanego ze ścian pochodzących z tych budowli. Jeden z pracowników laboratorium analitycznego Leuchtera stwierdził w filmie dokumentalnym Mr. Death: the Rise and Fall of Fred A. Leuchter, Jr., że próbki pobrane przez Leuchtera były prawdopodobnie zbyt grube, zaś ewentualne tworzenie się błękitu pruskiego na powierzchniach ścian komór gazowych miałoby charakter powierzchniowy. Wzięcie do badań zbyt głęboko pobranych próbek materiału mogło spowodować tak duże rozcieńczenie w nich błękitu pruskiego, że stał się on niewykrywalny technikami stosowanymi w ich laboratorium.
W 1994 w Instytucie Ekspertyz Sądowych w Krakowie porównano śladowe stężenie cyjanków w próbkach pobranych z powierzchni ścian i sufitów komór gazowych z KL Auschwitz i ścian baraków mieszkalnych. We wszystkich 22 próbkach pobranych z komór gazowych znaleziono ślady cyjanków, natomiast nie znaleziono ich w próbkach pobranych ze ścian baraków mieszkalnych, co dowiodło, że rzeczywiście w komorach gazowych występowało często wysokie stężenie cyjanowodoru.